# Adai jezik
Adai jezik (ISO 639-3: xad), izumrli indijanski jezik kojim su govorili Indijanci Adai, pleme nastanjeno u kasnom 17. stoljeću na području današnje župe (parish) Natchitoches, Louisiana. Ponekad je klasificiran u samostalnu porodicu adaizan, ili se vodi kao neklasificiran. Očuvao se negdje do 19. stoljeća. 
Priapdnici plemena Adai danas govore engleski [eng]